# Martjanci
Martjanci (pronunciación eslovena: [maɾˈtjaːntsi]; húngaro: Mártonhely; prekmuro: Martijanci) es una localidad eslovena perteneciente al municipio de Moravske Toplice en el noreste del país.
En 2020, la localidad tenía una población de 521 habitantes.
El pueblo recibe su nombre de su iglesia parroquial de San Martín, templo construido en 1392 que alberga frescos del siglo XIV del artista local Johannes Aquila y un altar de mármol del arquitecto Jože Plečnik. En el siglo XVI-XVII fue redactado en esta localidad un manuscrito conocido como Martjanska pesmarica, que compila las canciones folclóricas de la zona en una mezcla de dialectos prekmuro y kaikaviano.
La localidad se ubica en la periferia occidental de la capital municipal Moravske Toplice, al noreste de la ciudad de Murska Sobota.